# Tàu ngầm lớp Ohio
Tàu ngầm lớp Ohio là một lớp tàu ngầm năng lượng hạt nhân mang tên lửa đạn đạo của Hải quân Mỹ, bao gồm 14 tàu mang tên lửa liên lục địa (SSBN) và bốn tàu ngầm mang tên lửa hành trình (SSGN). Với việc có lượng choán nước 18.750 tấn khi chìm, tàu ngầm lớp Ohio là tàu ngầm lớn nhất từng được chế tạo cho Hải quân Hoa Kỳ. Chúng là tàu ngầm lớn thứ ba trên thế giới sau tầu ngầm Lớp Typhoon của Nga (48.000 tấn) (lớp Typhoon đã dừng hoạt động từ năm 2023) và Lớp Borei (24.000 tấn). Với việc trang bị 20 tên lửa Trident II, tàu ngầm lớp Ohio có khả năng mang theo số lượng tên lửa đạn đạo tương tự như các tàu ngầm lớp Borei hoặc lớp Typhoon.
Tương tự như các lớp tàu ngầm lớp Benjamin Franklin và tàu ngầm lớp Lafayette trước đó, tàu ngầm SSBN lớp Ohio là một phần trong cây đinh ba răn đe hạt nhân của Hoa Kỳ cùng với lực lượng máy bay ném bom chiến lược và tên lửa chiến lược của Không quân Hoa Kỳ. 14 chiếc tàu ngầm SSBN có khả năng mang theo một nửa số đầu đạn thermonuclear hoạt động của Hoa Kỳ. Dù cho tên lửa Trident không định trước mục tiêu trước mỗi chuyến tuần tra,:392 chúng có khả năng nạp thông tin mục tiêu rất nhanh chóng, từ Bộ tư lệnh Chiến lược Hoa Kỳ đặt tại Nebraska, sử dụng đường truyền radio trong đó có hệ thống liên lạc tần số thấp.
Chiếc tàu đầu tiên được đóng là USS Ohio. Tất cả các tàu ngầm lớp Ohio trừ chiếc USS Henry M. Jackson, được đặt theo tên các Bang của Mỹ, một truyền thống đặt tên tương tự như các Thiết giáp hạm và Tàu tuần dương. Tàu ngầm lớp Ohio dự kiến sẽ được thay thế bởi tàu ngầm lớp Columbia từ năm 2031.

## Mô tả
Tàu ngầm lớp Ohio được thiết kế để mở rộng phạm vi răn đe chiến lược. Mỗi chiếc tàu ngầm sẽ do hai kíp thủy thủ đoàn điều khiển, được gọi là Thủy thủ đoàn Xanh và Thủy thủ đoàn Vàng, mỗi đội thủy thủ sẽ phục vụ từ 70 đến 90 ngày trên biển. Để giảm thời gian tại cảng để luân chuyển và bổ sung thủy thủ đoàn, ba hầm hậu cần lớn được lắp đặt để cung cấp khả năng tiếp cận và sửa chữa đường kính lớn. Những khoang này sẽ giúp vận chuyển nhanh các pallet tiếp tế, thay thế module thiết bị, các chi tiết máy, tăng tốc độ bổ sung và bảo trì tàu ngầm. Thêm nữa, tính năng tàng hình của tàu ngầm được nâng cao rõ rệt so với các thế hệ tàu ngầm mang tên lửa đạn đạo trước đó, khi nó hầu như không bị phát hiện trong các cuộc thử nghiệm trên biển năm 1982.

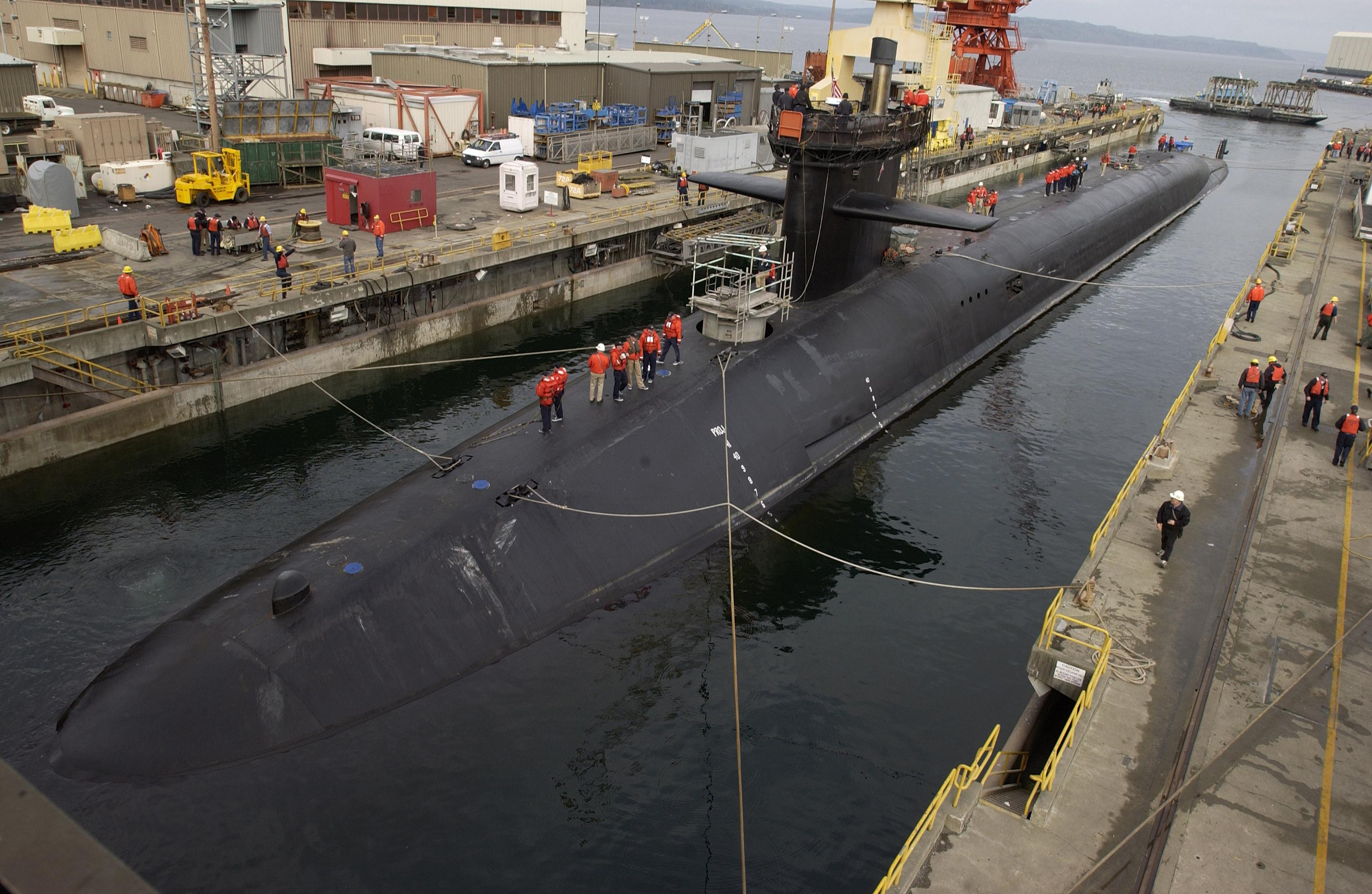
USS Michigan (SSBN-727) trên ụ tàu, tháng Mười một năm 2002, trước khi được chuyển đổi thành tàu ngầm mang tên lửa hành trình SSGN

Thiết kế của tàu ngầm cho phép nó có thể vận hành khoảng 15 năm trước khi cần đại tu lớn. Tàu ngầm hoạt động êm ái nhất ở tốc độ hành trình 20 hải lý trên giờ (37 km/h; 23 mph) lớn hơn  tàu ngầm lớp Lafayette di chuyển yên tĩnh nhất ở tốc độ 6 hải lý trên giờ (11 km/h; 6,9 mph), mặc dù thông tin chính xác vẫn là thông tin được bảo mật. Tàu ngầm Ohio sử dụng hệ thống điều khiển bắn Mark 118 Mod 2 cho ngư lôi Mark 48, trong khi hệ thống điều khiển bắn tên lửa là Mark 98.
Tàu ngầm lớp Ohio được chế tạo với bốn khoang riêng biệt, đường kính mỗi khoang là 42 ft (13 m). Các phần được sản xuất tại Nhà máy của General Dynamics Electric Boat, Quonset Point, Rhode Island, và sau đó được lắp ráp lại tại xưởng đóng tàu đặt taị Groton, Connecticut.
Hải quân Hoa Kỳ hiện có tổng cộng 18 tàu ngầm lớp Ohio, trong đó 14 tàu ngầm mang tên lửa đạn đạo trong khi 4 tàu ngầm đã được chuyển đổi sang làm tàu ngầm mang tên lửa hành trình (SSGN). Các tàu ngầm hạt nhân mang tên lửa đạn đạo  SSBN cung cấp khả năng răn đe hạt nhân từ dưới biển sâu. Mỗi tàu ngầm được trang bị tới 20 tên lửa đạn đạo phóng từ tàu ngầm Trident II. Mỗi tàu ngầm mang tên lửa hành trình có khả năng mang được 154 tên lửa hành trình BGM-109 Tomahawk, cộng với các tên lửa chống tàu Harpoon được phóng từ ống phóng ngư lôi.

## Lịch sử
Tàu ngầm lớp Ohio được thiết kế từ những năm 1970 để có thể triển khai các tên lửa đạn đạo phóng từ tàu ngầm Trident vừa mới được thiết kế. Tám tàu lớp Ohio đầu tiên được trang bị đầu tiên với 24 tên lửa UGM-96 Trident I C4.  từ chiếc tàu ngầm thứ chín Tennessee trở đi được vũ trang bởi tên lửa UGM-133 Trident II lớn hơn. Tên lửa đạn đạo Trident I có khả năng mang tám đầu đạn MIRV, trong khi tên lửa Trident II có thể mang 12 đầu đạn, tổng đương lượng nổ lớn hơn Trident I và có độ chính xác cao hơn. Năm 2000, kể từ tàu ngầm Alaska Hải quân Mỹ đã chuyển tất cả các tàu ngầm mang tên lửa C4 sang sử dụng tên lửa D5. Quá trình thay thế hoàn tấn vào giữa năm 2008. Tám tàu ngầm đầu tiên lớp Ohio có cảng nhà đặt tại Căn cứ Hải quân Kitsap, Bangor, Washington, để thay thế tàu ngầm mang tên lửa Polaris A3 đã nghỉ hưu. 10 tàu ngầm còn lại đặt tại cảng Hải quân Kings bay, Georgia, thay thế cho Hạm đội tàu ngầm mang tên lửa Poseidon và Trident của Hamj đội Đại Tây Dương.

### Chuyển đổi sangtàu ngầm mang tên lửa hành trìnhSSGN

Tàu ngầm Ohio sau khi chuyển sang mang tên lửa hành trình SSGN

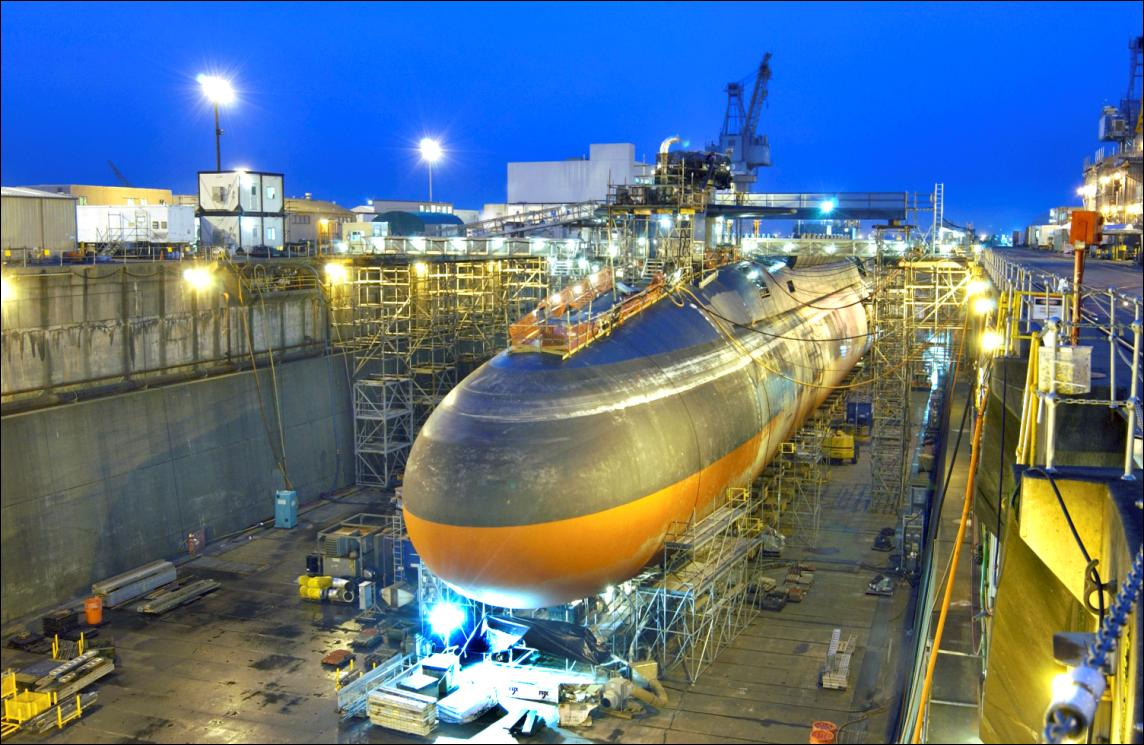
USS Ohio đang được sửa đổi từ SSBN thành SSGN, tháng Ba năm 2004

Năm 1994, nghiên cứu Đánh giá tình hình hạt nhân đã xác định rằng, trong tổng số 18 chiếc SSBN Ohio mà Hải quân Hoa Kỳ vận hành là dư thừa, mà chỉ cần 14 chiếc là đủ cho nhu cầu chiến lược của Mỹ. Quyết định được đưa ra là chuyển đổi bốn tàu lớp Ohio thành tàu ngầm mang tên lửa hành trình SSGN có khả năng tiến hành các cuộc tấn công mặt đất thông thường và các hoạt động đặc biệt. Kết quả là, bốn tàu ngầm nhiều có tuổi đời hoạt động lâu nhất — Ohio, Michigan, Florida và Georgia — dần dần bước vào quá trình chuyển đổi vào cuối năm 2002 và được đưa trở lại hoạt động vào năm 2008. Các tàu ngầm sau khi được chuyển đổi có khả năng mang theo 154 tên lửa hành trình Tomahawk và 66 nhân viên hoạt động đặc biệt, cùng các năng lực và nâng cấp khác. Chi phí để tân trang lại bốn chiếc tàu ngầm là khoảng 1 tỷ USD (đô la 2008) mỗi tàu.

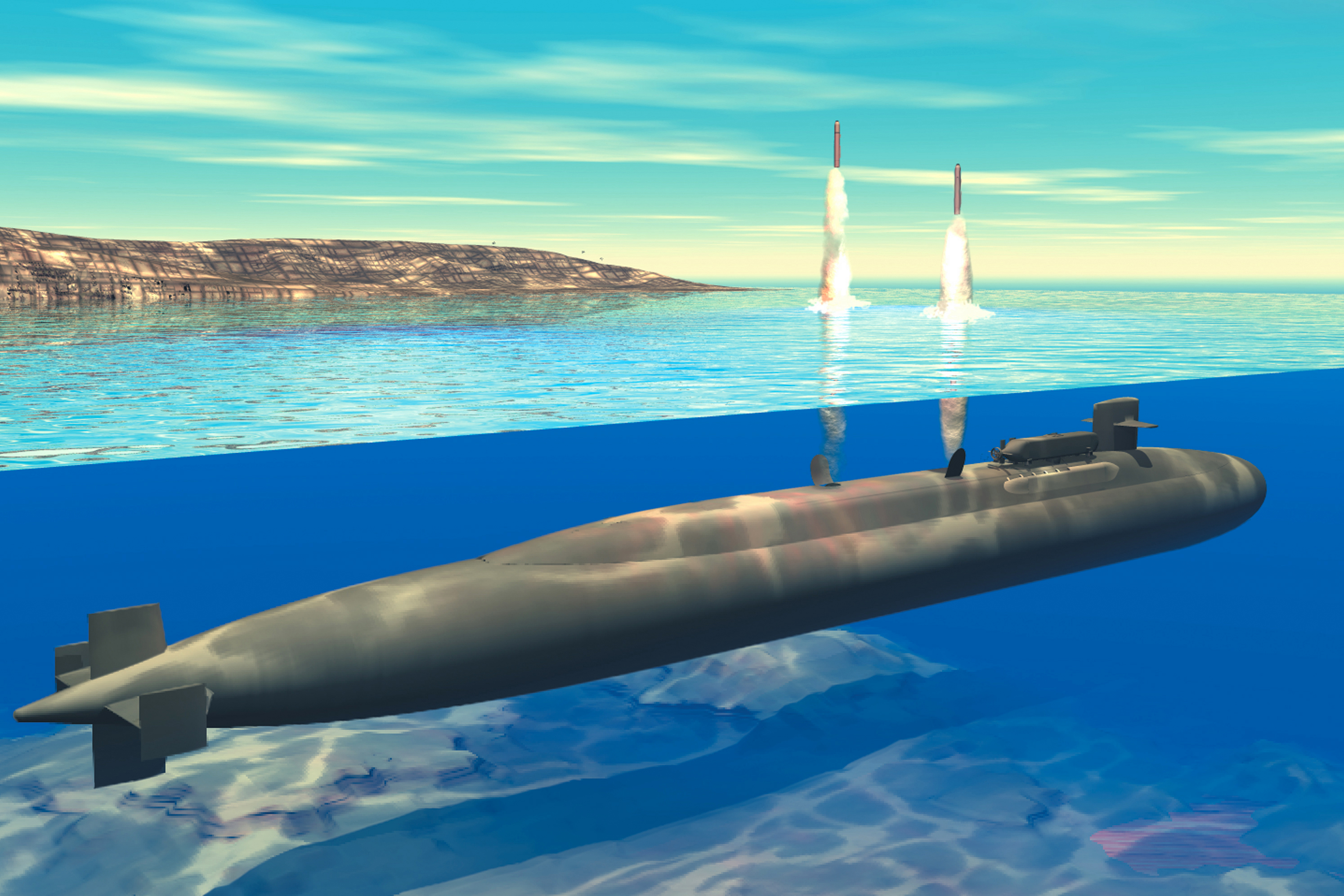
Tàu ngầm Ohio đang phóng tên lửa Tomahawk.

Trong quá trình sửa đổi tàu, 22 ống phóng trong tổng số 24 ống phóng tên lửa Trident II đường kính 88 inch (2,2 m) được lắp đặt cơ cấu phóng thẳng đứng cỡ lớn, trong đó một cấu hình cho phép lắp đặt mỗi ống phóng cụm bảy tên lửa hành trình Tomahawk. Theo cấu hình này, số tên lửa mà tàu ngầm lớp Ohio có thể mang theo lên tới 154 quả, tương đương với số lượng tên lửa được triển khai bởi cả một hạm đội tàu mặt nước. Ngoài ra ống phóng tên lửa Trident cũ cũng có thể dùng để phóng tên lửa hành trình siêu vượt âm thế hệ mới, và tên lửa đạn đạo tầm trung phóng từ tàu ngầm, phương tiện bay không người lái, ADM-160 MALD, cảm biến chống ngầm hoặc thu thập thông tin tình báo, và chống thủy lôi như AN/BLQ-11 Long Term Mine Reconnaissance System.

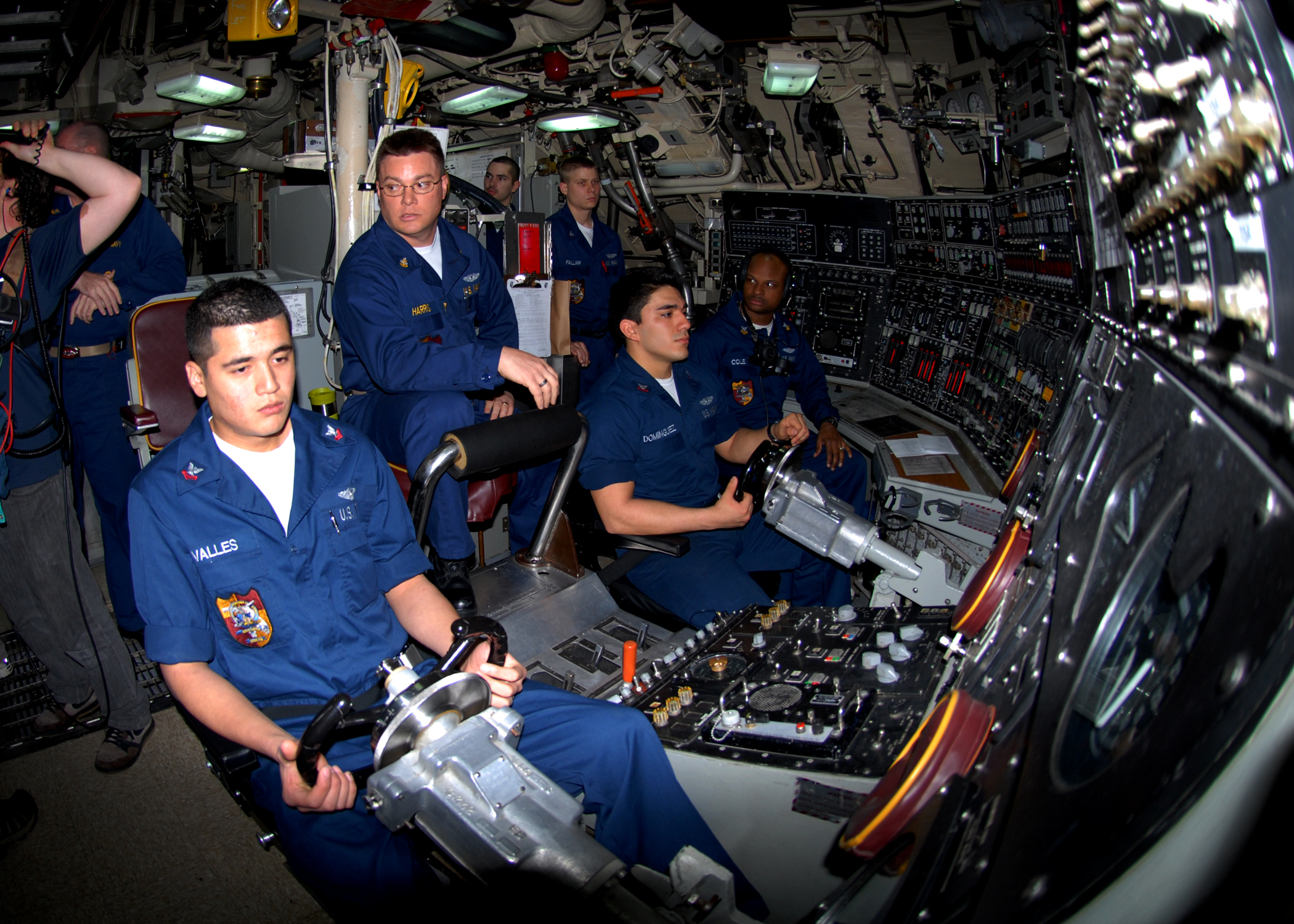
Tàu ngầm USS Florida (SSGN-728), Ba năm 2010

Ống phóng tên lửa có thể sử dụng làm khoang điều áp dùng cho lực lượng đặc biệt.

### Giảm số lượng ống phóng tên lửa
Là một phần trong hiệp ước New START, bốn ống phóng tên lửa SSBN trên mỗi tàu ngầm đã được loại bỏ vào năm 2017.

## Danh sách tàu ngầm lớpOhio
| Tàu ngầm                               | Số thân                                | Đặt hàng                               | Đặt ky�                                | Hạ thủy                                | Bàn giao                               | Đưa vào trực chiến                     | Cảng nhà                                | Thời gian hoạt động                             | Ref.                                   |
| Tàu ngầm mang tên lửa dẫn đường (SSGN) | Tàu ngầm mang tên lửa dẫn đường (SSGN) | Tàu ngầm mang tên lửa dẫn đường (SSGN) | Tàu ngầm mang tên lửa dẫn đường (SSGN) | Tàu ngầm mang tên lửa dẫn đường (SSGN) | Tàu ngầm mang tên lửa dẫn đường (SSGN) | Tàu ngầm mang tên lửa dẫn đường (SSGN) | Tàu ngầm mang tên lửa dẫn đường (SSGN)  | Tàu ngầm mang tên lửa dẫn đường (SSGN)          | Tàu ngầm mang tên lửa dẫn đường (SSGN) |
| -------------------------------------- | -------------------------------------- | -------------------------------------- | -------------------------------------- | -------------------------------------- | -------------------------------------- | -------------------------------------- | --------------------------------------- | ----------------------------------------------- | -------------------------------------- |
| Ohio                                   | SSGN-726                               | 1 July 1974                            | 10 April 1976                          | 7 April 1979                           | 28 October 1981                        | 11 November 1981                       | Naval Base Kitsap, Washington           | 43 năm, 5 tháng và 15 ngày (in active service)  | [ 23 ]                                 |
| Michigan                               | SSGN-727                               | 28 February 1975                       | 4 April 1977                           | 26 April 1980                          | 28 August 1982                         | 11 September 1982                      | Naval Base Kitsap, Washington           | 42 năm, 7 tháng và 15 ngày (in active service)  | [ 24 ]                                 |
| Florida                                | SSGN-728                               | 28 February 1975                       | 19 January 1981                        | 14 November 1981                       | 17 May 1983                            | 18 June 1983                           | Naval Submarine Base Kings Bay, Georgia | 41 năm, 10 tháng và 8 ngày (in active service)  | [ 25 ]                                 |
| Georgia                                | SSGN-729                               | 20 February 1976                       | 7 April 1979                           | 6 November 1982                        | 17 January 1984                        | 11 February 1984                       | Naval Submarine Base Kings Bay, Georgia | 41 năm, 2 tháng và 15 ngày (in active service)  | [ 26 ]                                 |
| Tàu ngầm mang tên lửa đạn đạo (SSBN)   |                                        |                                        |                                        |                                        |                                        |                                        |                                         |                                                 |                                        |
| Henry M. Jackson (ex Rhode Island)     | SSBN-730                               | 6 June 1977                            | 19 November 1981                       | 15 October 1983                        | 11 September 1984                      | 6 October 1984                         | Naval Base Kitsap, Washington           | 40 năm, 6 tháng và 20 ngày (in active service)  | [ 27 ]                                 |
| Alabama                                | SSBN-731                               | 27 February 1978                       | 27 August 1981                         | 19 May 1984                            | 23 April 1985                          | 25 May 1985                            | Naval Base Kitsap, Washington           | 39 năm, 11 tháng và 1 ngày (in active service)  | [ 28 ]                                 |
| Alaska                                 | SSBN-732                               | 27 February 1978                       | 9 March 1983                           | 12 January 1985                        | 26 November 1985                       | 25 January 1986                        | Naval Submarine Base Kings Bay, Georgia | 39 năm, 3 tháng và 1 ngày (in active service)   | [ 29 ]                                 |
| Nevada                                 | SSBN-733                               | 7 January 1981                         | 8 August 1983                          | 14 September 1985                      | 7 August 1986                          | 16 August 1986                         | Naval Base Kitsap, Washington           | 38 năm, 8 tháng và 10 ngày (in active service)  | [ 30 ]                                 |
| Tennessee                              | SSBN-734                               | 7 January 1982                         | 9 June 1986                            | 13 December 1986                       | 18 November 1988                       | 17 December 1988                       | Naval Submarine Base Kings Bay, Georgia | 36 năm, 4 tháng và 9 ngày (in active service)   | [ 31 ]                                 |
| Pennsylvania                           | SSBN-735                               | 29 November 1982                       | 2 March 1987                           | 23 April 1988                          | 22 August 1989                         | 9 September 1989                       | Naval Base Kitsap, Washington           | 35 năm, 7 tháng và 17 ngày (in active service)  | [ 32 ]                                 |
| West Virginia                          | SSBN-736                               | 21 November 1983                       | 18 December 1987                       | 14 October 1989                        | 10 September 1990                      | 20 October 1990                        | Naval Submarine Base Kings Bay, Georgia | 34 năm, 6 tháng và 6 ngày (in active service)   | [ 33 ]                                 |
| Kentucky                               | SSBN-737                               | 13 August 1985                         | 18 December 1987                       | 11 August 1990                         | 27 June 1991                           | 13 July 1991                           | Naval Base Kitsap, Washington           | 33 năm, 9 tháng và 13 ngày (in active service)  | [ 34 ]                                 |
| Maryland                               | SSBN-738                               | 14 March 1986                          | 22 April 1986                          | 10 August 1991                         | 31 May 1992                            | 13 June 1992                           | Naval Submarine Base Kings Bay, Georgia | 32 năm, 10 tháng và 13 ngày (in active service) | [ 35 ]                                 |
| Nebraska                               | SSBN-739                               | 26 May 1987                            | 6 July 1987                            | 15 August 1992                         | 18 June 1993                           | 10 July 1993                           | Naval Base Kitsap, Washington           | 31 năm, 9 tháng và 16 ngày (in active service)  | [ 36 ]                                 |
| Rhode Island                           | SSBN-740                               | 15 January 1988                        | 15 September 1988                      | 17 July 1993                           | 22 June 1994                           | 9 July 1994                            | Naval Submarine Base Kings Bay, Georgia | 30 năm, 9 tháng và 17 ngày (in active service)  | [ 37 ]                                 |
| Maine                                  | SSBN-741                               | 5 October 1988                         | 3 July 1990                            | 16 July 1994                           | 21 June 1995                           | 29 July 1995                           | Naval Base Kitsap, Washington           | 29 năm, 9 tháng và 7 ngày (in active service)   | [ 38 ]                                 |
| Wyoming                                | SSBN-742                               | 18 October 1989                        | 8 August 1991                          | 15 July 1995                           | 20 June 1996                           | 13 July 1996                           | Naval Submarine Base Kings Bay, Georgia | 28 năm, 9 tháng và 13 ngày (in active service)  | [ 39 ]                                 |
| Louisiana                              | SSBN-743                               | 19 December 1990                       | 23 October 1992                        | 27 July 1996                           | 14 August 1997                         | 6 September 1997                       | Naval Base Kitsap, Washington           | 27 năm, 7 tháng và 20 ngày (in active service)  | [ 40 ]                                 |

Note: Boats based at Naval Base Kitsap, Washington are operated by the U.S. Pacific Fleet, while boats based at Naval Submarine Base Kings Bay, Georgia are operated by U.S. Fleet Forces Command, (formerly the U.S. Atlantic Fleet).

## Thay thế
Bộ quốc phòng Hoa Kỳ cần thay thế lớp tàu Ohio đã già cỗi để duy trì khả năng răn đe chiến lược. Dự kiến tàu ngầm đầu tiên thuộc lớp Ohio SSBN sẽ được loại biên vào năm 2029. Dự kiến việc thay thế chúng sẽ tốn khoảng 4 tỉ đô la Mỹ cho mỗi tàu ngầm mới so với 2 tỉ đô la cho mỗi tàu ngầm Ohio. Hải quân Mỹ có hai phương án, phương án một là phát triển phiên bản tàu ngầm hạt nhân tấn công lớp Virginia  Phương án hai là tàu ngầm SSBN chuyên dụng, bằng cách chế tạo mới hoặc đại tu các tàu ngầm lớp Ọhio hiện có.
Tàu ngầm SSBN thế hệ mới lớp Columbia được bắt đầu thiết kế chính thức từ ngày 14 tháng Mười hai năm 2016, với con tàu đầu tiên sẽ là USS District of Columbia (SSBN-826). Hải quân Mỹ mong muốn sẽ có tàu ngầm mới vào năm tài chính 2021, tuy nhiên người ta dự đoán sẽ không thể kịp đưa tàu ngầm lớp Columbia vào hoạt động trước năm 2031.

## Bibliography
- Chant, Chris (2005). Submarine Warfare Today. Leicester, United Kingdom: Silverdale Books. ISBN 1-84509-158-2. OCLC 156749009.
- Chinworth, William C. (ngày 15 tháng 3 năm 2006). The Future of the Ohio Class Submarine (PDF) (Luận văn). Carlisle Barracks, Pennsylvania: U.S. Army War College. OCLC 70852911. Lưu trữ ngày 12 tháng 6 năm 2018 tại Wayback Machine
- Genat, Robert; Genat, Robin (1997). Modern U.S. Navy Submarines. Osceola, Wisconsin: Motorbooks International. ISBN 0-7603-0276-6. OCLC 36713050.